# Wangui wa Goro
Wangui Wa Goro (sinh 1961) là một nhà học thuật, nhà phê bình xã hội, nhà nghiên cứu, dịch giả và nhà văn người Kenya sống tại Vương quốc Anh. Là một trí thức công chúng, bà có hứng thú với sự phát triển của ngôn ngữ và văn học châu Phi, cũng như những vấn đề liên quan đến việc thúc đẩy dịch thuật văn học quốc tế, khi thường xuyên nói và viết về chủ đề này.

## Tiểu sử và sự nghiệp
Wangui wa Goro là một nhà văn, dịch giả, dịch thuật nghiên cứu học giả và tiên phong, người đã sống và giảng dạy ở các nơi khác nhau trên thế giới bao gồm Vương quốc Anh, Hoa Kỳ, Đức và Nam Phi.
Bà sinh ra ở Kenya nhưng đã rời đi du học ở châu Âu để theo học chương trình đại học về Ngôn ngữ và Kinh tế hiện đại tại Đại học Leicester. Bà tiếp tục theo đuổi việc học về giáo dục tại Đại học London (nay là một phần của Đại học Cao đẳng London) và sau đó bà học tiến sĩ về Nghiên cứu dịch thuật tại Đại học Middlesex.
Bà đã làm việc trong chính quyền địa phương, cũng như là một học giả về nhân văn ở Anh, và ngoài ra còn làm việc ở mặt phát triển quốc tế.
Nhờ hoạt động của mình và tham gia vào hoạt động nhân quyền cho dân chủ ở Kenya, Wangui sống lưu vong ở Anh trong nhiều năm. Bà ủng hộ nhiều phong trào vì công lý và tự do, bao gồm Phong trào chống phân biệt chủng tộc, và cũng tham gia vào phong trào phụ nữ với tư cách là nhà nữ quyền, làm việc tiên phong cho hoạt động nữ quyền da đen và châu Phi ở Anh và ở châu Âu.
Bà đã dịch các tác phẩm của các tác giả từng đoạt giải thưởng, bao gồm truyện châm biếm của Ngũgĩ wa Thiong'o và các tác phẩm thiếu nhi của ông như Njamba Nene and the Flying Bus (1986) và Njamba Nene's Pistol (1990), từ tiếng Gikuyu sang tiếng Anh, cũng như tập thơ của Véronique Tadjo A vol d'oiseau (As the Crow Flies, Heinemann African Writers Series, 2001) từ tiếng Pháp. 
Các tác phẩm của Wa Goro bao gồm thơ, tiểu luận, truyện ngắn, tiểu thuyết và phi hư cấu. Truyện ngắn "Heaven and Earth" (Macmillan) của bà đã được đưa vào trong chương trình giảng dạy của Kenya. Bà cũng là một nhà vận động tích cực cho nhân quyền ở Châu Phi và Châu Âu, và đồng biên tập với Kelly Coate và Suki Ali thực hiện cuốn sách Global Feminist Politics: Identities in a Changing World (Routledge, 2001). Các ấn phẩm mà bà đã đóng góp bao gồm  Under the Tree of Talking: Leadership for Change in Africa  (2007), do Onyekachi Wambu biên tập, và tuyển tập năm 2006 African Love Stories, được biên tập bởi Ama Ata Aidoo.
Bà là người thường xuyên tham gia lễ hội văn học và sách thường niên của Hiệp hội Hoàng gia Châu Phi, và các sự kiện phụ trách hội thảo "Châu Phi trong dịch thuật" khác có sự tham gia của các nhà văn, nghệ sĩ, nhà xuất bản, dịch giả, độc giả và các học giả, dưới sự bảo trợ của SIDENSi, một tổ chức quốc tế đã thành lập "để thúc đẩy dịch thuật, cấu trúc và quản lý kiến thức thông tin trong các ngành".. Bà cũng là thành viên sáng lập của TRACALA, Caucus dịch của Hiệp hội văn học châu Phi.
Trong những năm qua, bà cũng đã tham gia các ủy ban cố vấn hoặc hội đồng của nhiều tổ chức, bao gồm Mạng nghiên cứu phụ nữ Vương quốc Anh, Trung tâm dịch thuật văn học Anh, Hội đồng nghệ thuật Anh, PEN International và Hiệp hội văn học châu Phi. Cô đã từng là thành viên hội đồng của Giải thưởng Caine cho văn bản châu Phi với vai trò giám khảo vào năm 2007.